# Stortingsvalget 1973
Stortingsvalget 1973 blev afholdt søndag 9. og mandag 10. september. Valgdeltagelsen var på 80,2 %. Antallet af stortingsrepræsentanter var blevet forøget med 5, til 155, for at forhindre lige fordeling af mandaterne i Stortinget mellem partierne. Af de nye mandater kom to fra Oslo og tre fra Akershus.
Lars Korvalds regering gik af efter valget, og blev efterfulgt af Trygve Brattelis anden regering.

## Valgresultat
| Parti                      | Stemmetal | Stemmer i procent (%) | Ændring fra 1969 | Mandater | Ændring fra 1969 |
| -------------------------- | --------- | --------------------- | ---------------- | -------- | ---------------- |
| Arbeiderpartiet            | 759 499   | 35,3                  | - 11,2           | 62       | - 12             |
| Høyre                      | 370 370   | 17,2                  | - 1,6            | 29       | 0                |
| Kristelig Folkeparti       | 255 456   | 11,9                  | + 4,1            | 20       | + 6              |
| Sosialistisk Valgforbund   | 241 851   | 11,2                  | + 6,7¹           | 16       | + 16¹            |
| Senterpartiet              | 146 312   | 6,8                   | - 2,2            | 21       | + 1              |
| Anders Langes Parti        | 107 784   | 5,0                   | + 5,0            | 4        | + 4              |
| Det Nye Folkepartiet       | 73 854    | 3,4                   | + 3,4            | 1        | + 1              |
| Venstre                    | 49 668    | 2,3                   | - 7,1            | 2        | - 11             |
| Rød Valgallianse           | 9 360     | 0,4                   | + 0,4            | 0        | 0                |
| Ensliges Parti             | 5 112     | 0,2                   | + 0,2            | 0        | 0                |
| Norges Demokratiske Parti  | 2 128     | 0,1                   | + 0,07           | 0        | 0                |
| Kvinnenes Frie Folkevalgte | 1 868     | 0,09                  | + 0,09           | 0        | 0                |
| Sámeálbmot Listu           | 849       | 0,04                  | + 0,02           | 0        | 0                |
| Borgerlige fælleslister    | 128 091   | 6,0                   | + 2,2            | 0²       | 0                |
| Totalt                     | 2 152 204 | 100                   |                  | 155      | + 5              |

¹ Ændring i forhold til Sosialistisk Folkeparti og Norges Kommunistiske Parti sammenlagt i 1969.

² Mandater fra borgerlige fælleslister fordelt på enkeltpartier.
De borgerlige fælleslistenr var:
- Senterpartiet og Venstre i Oslo, Oppland, Vestfold, Telemark, Aust-Agder, Nord-Trøndelag, Troms og Finnmark
- Kristelig Folkeparti, Senterpartiet og Venstre i Hedmark
- Høyre og Kristelig Folkeparti i Nord-Trøndelag

Statistisk Sentralbyrå har lavet en statistik over valgresultatet, hvis fælleslisternes stemmer blev fordelt på enkelt partierne. Resultaterne for disse på landsbasis bliver da:
| Parti                | Stemmer i procent (%) | Ændring fra 1969 |
| -------------------- | --------------------- | ---------------- |
| Høyre                | 17,4                  | - 2,2            |
| Kristelig Folkeparti | 12,2                  | + 2,8            |
| Senterpartiet        | 11,0                  | + 0,5            |
| Venstre              | 3,5                   | - 5,9            |